# The Portrait of Mr. W.H.

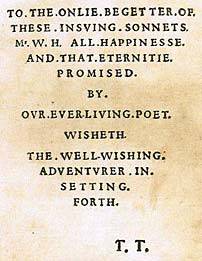
De opdracht aan Mr. W.H. in een uitgave van Shakespeares sonnetten

The Portrait of Mr. W.H. is een kort verhaal van de uit Ierland afkomstige maar vooral in Engeland werkzame dichter, proza- en toneelschrijver Oscar Wilde.
Het verhaal werd voor het eerst gepubliceerd in het tijdschrift Blackwood's Magazine in 1889. Vervolgens werd het opgenomen in latere edities van de verhalenbundel Lord Arthur Savile's Crime and Other Stories. Deze bundel bevatte verder de verhalen Lord Arthur Savile's Crime, The Canterville Ghost, The Sphinx Without a Secret en The Model Millionaire.
Het verhaal draait om de vraag naar de identiteit van de mysterieuze Mr. W.H., zoals die vermeld wordt in bijgaande afbeelding. Over deze identiteit doen onder Shakespeare-onderzoekers nog altijd vele theorieën de ronde. Volgens een van die theorieën zou het gaan om een zekere William of Willie Hughes, die een begaafde jongensacteur zou zijn geweest die diverse vrouwenrollen speelde in de stukken van Shakespeare.

## Verhaal
De verteller is op bezoek bij ene Mr Erskine, met wie hij het onderwerp 'vervalsingen' in de kunst bespreekt. Erskine vertelt naar aanleiding daarvan het verhaal over een vriend van hem, Cyril Graham, die geheel werd geobsedeerd door een op eigen onderzoek gebaseerde theorie dat Willie Hughes de mysterieuze W.H. zou zijn. Deze Graham ging zelfs zover, zo blijkt, dat hij een vervalst portret van deze W.H. liet maken om zijn theorie kracht bij te zetten. Bovendien pleegt Graham zelfmoord om, als het ware, zijn gelijk te bevestigen. Erskine verwerpt de waanideeën van zijn vriend, maar de verteller raakt erdoor gefascineerd en begint zijn eigen onderzoek, dat hem tot dezelfde overtuiging brengt dat W.H. inderdaad de gezochte figuur is.

Als hij uiteindelijk in een brief aan Erskine zijn theorie uiteenzet, slaat meteen zijn twijfel toe en beseft hij zijn vergissing. Hij bezoekt Erskine om zijn excuses aan te bieden, maar deze blijkt inmiddels overtuigd van de waarheid van het onderzoek. De rollen blijken omgedraaid: de aanvankelijk sceptische Erskine gelooft nu toch in de theorie, terwijl de aanvankelijk overtuigde verteller zijn geloof erin heeft verloren.

Twee jaar later ontvangt de verteller een brief van Erskine vanuit Frankrijk. Deze geeft aan dat hij volledig gelooft in Grahams theorie en dat hij daarom ook zijn eigen leven zal nemen. Geschokt door deze gebeurtenis bezoekt de verteller het hotel in Frankrijk, waar blijkt dat het helemaal niet ging om een geplande zelfmoord, maar dat Erskine bezweken is aan een ziekte. Het enige wat resteert is het vervalste portret dat Erskine aan hem heeft nagelaten.